# Jan de Brandt
Jan de Brandt (* 20. Januar 1959) ist ein belgischer Volleyball-Trainer. Derzeit trainiert er die ungarische Frauen-Nationalmannschaft.

## Biografie
De Brandt war von 1978 bis 1991 als Spieler aktiv und absolvierte in dieser Zeit 350 Länderspiele für die belgische Nationalmannschaft. Als Trainer arbeitete er zunächst mit männlichen Teams, bis er 2001 erstmals Frauen trainierte. Von 2005 bis 2007 betreute er die weibliche Nationalmannschaft seines Heimatlandes. In dieser Zeit zeichnete er sich durch eine erfolgreiche Nachwuchsarbeit aus und erreichte bei der Europameisterschaft 2007 im eigenen Land den siebten Platz.
In der Saison 2007/08 arbeitete de Brandt beim spanischen Verein CV Teneriffa. Im Januar 2009 wechselte er zu Fenerbahçe İstanbul. Mit dem türkischen Erstligisten wurde er 2009 nationaler Meister und Dritter im CEV-Pokal. In der folgenden Saison gewann der Belgier mit İstanbul das Triple aus nationaler Meisterschaft, Pokal und Supercup. In der Champions League unterlag Fenerbahçe erst im Endspiel gegen Foppapedretti Bergamo. Anschließend ging de Brandt nach Aserbaidschan zu Igtisadchi Baku und erreichte mit dem Verein 2011 den dritten Platz in der nationalen Meisterschaft und im Challenge Cup.
Im Sommer 2013 stellte der Schweizer Erstligist VBC Voléro Zürich de Brandt als neuen Trainer vor. Kurz vor Beginn der Saison 2013/14 wurde er jedoch wegen Differenzen mit der Vereinsführung wieder entlassen. Im März 2014 übernahm de Brandt das Amt des Cheftrainers bei der ungarischen Frauen-Nationalmannschaft. Wenig später gelang ihm mit dem Team die Qualifikation für die Europameisterschaft 2015; es ist die erste EM-Teilnahme für Ungarn seit 27 Jahren. Von Mai 2014 bis Januar 2015 war de Brandt außerdem Trainer beim deutschen Bundesligisten Rote Raben Vilsbiburg.